# Wellington, Kentucky
Wellington är en inkorporerad ort i Jefferson County i Kentucky. Vid 2020 års folkräkning hade Wellington 564 invånare.